# Tomás Caylá
Tomás Caylá Grau  (Valls, 2 de febrero de 1895 - ibíd., 14 de agosto de 1936) fue un periodista y político carlista español, jefe regional de la Comunión Tradicionalista en Cataluña desde marzo de 1936 hasta su muerte a manos de milicianos republicanos durante la Guerra Civil Española.

## Biografía

### Familia y juventud

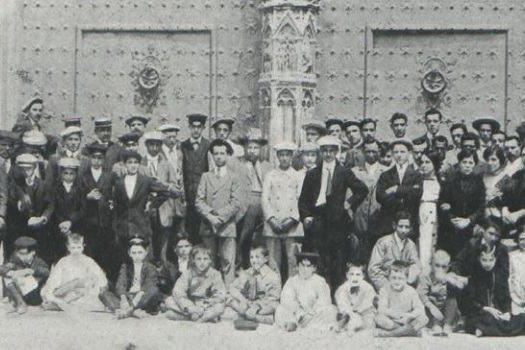
El Requeté de Valls (1912)

Tomás de Aquino Caylá y Grau procedía de una familia catalana acomodada. Su abuelo, Tomás Caylá y Sardá (1810-1888), perteneciente a la emergente burguesía de Tarragona, había luchado en la Primera Guerra Carlista en el lado liberal y participado después en la revuelta de Reus de 1843 con el General Prim, de quien era amigo. Posteriormente sería alcalde constitucional de Reus. Su padre, José Caylá Miracle (1856-1919), fijó su residencia en Valls (Tarragona) tras licenciarse en Derecho por la Universidad de Barcelona en 1881. En esta localidad fue juez municipal y secretario del recién creado Banco de Valls, del que sería después copropietario y director en 1914. José Caylá también se dedicó a la administración de fincas rurales de la zona pertenecientes a las familias Vaciana y Miguel, destacando además por su actividad empresarial; cofundó el Sindicato Agrícola de Valls, del que actuaría como representante, y llegó a presidir la Mutua de Propietarios de Valls. 
En 1894 contrajo matrimonio con Teresa Grau Torner (1865-1943), 
con quien tuvo tres hijos, dos de los cuales murieron en su tierna infancia.

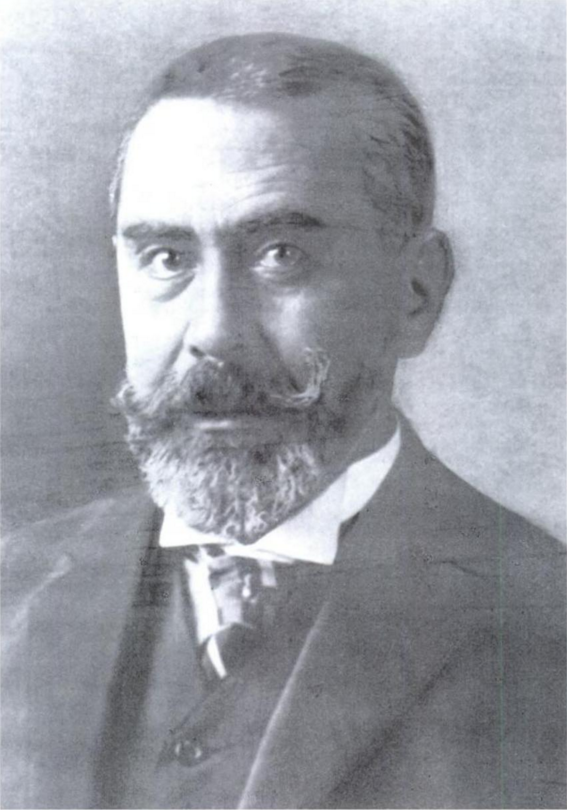
José Caylá Miracle

Tomás se crio en un ambiente fervientemente religioso debido a las profundas creencias católicas de sus padres. Su padre presidía el Ateneo Católico de Valls y fue secretario de la Hermandad de Cristaires de la parroquia. Nada se sabe de sus ideas políticas, aparte de que defendía los principios cristianos. De acuerdo con el biógrafo Guinovart, José Caylá creía que «sólo en una sociedad justa y fraterna podían resolverse los problemas que la convivencia humana implicaba». Su gran interés por la cuestión social lo llevó a decantarse a menudo por los más desfavorecidos como presidente de la mutua de propietarios. Se le atribuye haber dispensado a algunos arrendatarios necesitados cuando en 1915 la plaga del mildiu asoló las viñas de la comarca. Fue asesinado en las calles de Valls durante los disturbios provocados por la huelga masiva del sector eléctrico catalán en 1919, probablemente a manos de anarquistas en una emboscada.
Tomás Caylá estudió en el colegio de San Gabriel de Valls, graduándose de Bachiller en 1911 con sobresaliente en letras. En 1916 se licenció en Derecho y Ciencias Sociales en la Universidad de Barcelona y comenzó a ejercer en su Valls natal, ganando reputación por la honradez y competencia con que asumía la defensa de sus clientes. Debido a su fervor religioso, fue catequista desde joven, además de cofundador y miembro activo de la Congregación Mariana de la Virgen de la Candela, colaborando en la publicación del periódico mensual Estel Marià, portavoz de la Congregación Mariana, y en otras asociaciones de apostolado católico. Caylá no contrajo matrimonio debido a que —según explicaría a su madre— tenía la intención de entregarse totalmente a Dios, sirviéndole a través del tradicionalismo.

### Última etapa de la monarquía alfonsina

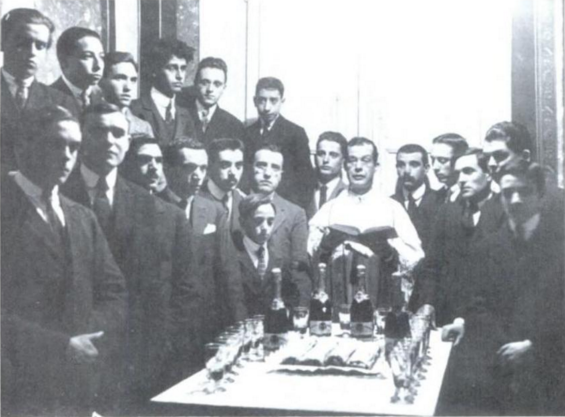
Bendición de la redacción de Joventut: Per la Fe i per la Pàtria

En 1919 la juventud jaimista de Valls fundó un semanario en catalán a cuatro páginas titulado Joventut, con el subtítulo Per la Fe i per la Pàtria, bajo la dirección de Caylá. El periódico, de circulación local, se publicaría en Valls y en algunas comarcas de la provincia de Tarragona. En su primer número, el semanario saludaba con un Deu vos guard a las autoridades de la Iglesia y de la Comunión Tradicionalista, así como al resto de la prensa tradicionalista de España y a todos los vallenses. Un autor contemporáneo ha definido la línea política del semanario como conservadora, mientras que otro afirma que sostenía las ideas del humanismo cristiano. Los fundadores manifestarían su identidad política, declarándose primero católicos, después españoles, catalanes, tradicionalistas y, por último, legitimistas. Como director del semanario, Caylá se implicaría intensamente en la redacción y organización del mismo, que se convertiría en una especie de tribuna personal durante sus diecisiete años de existencia. Muchos de sus artículos no iban firmados; en otros casos Caylá emplearía diversos seudónimos, principalmente C.V. y Almogàver. Sus contemporáneos lo admiraban por su talento periodístico.

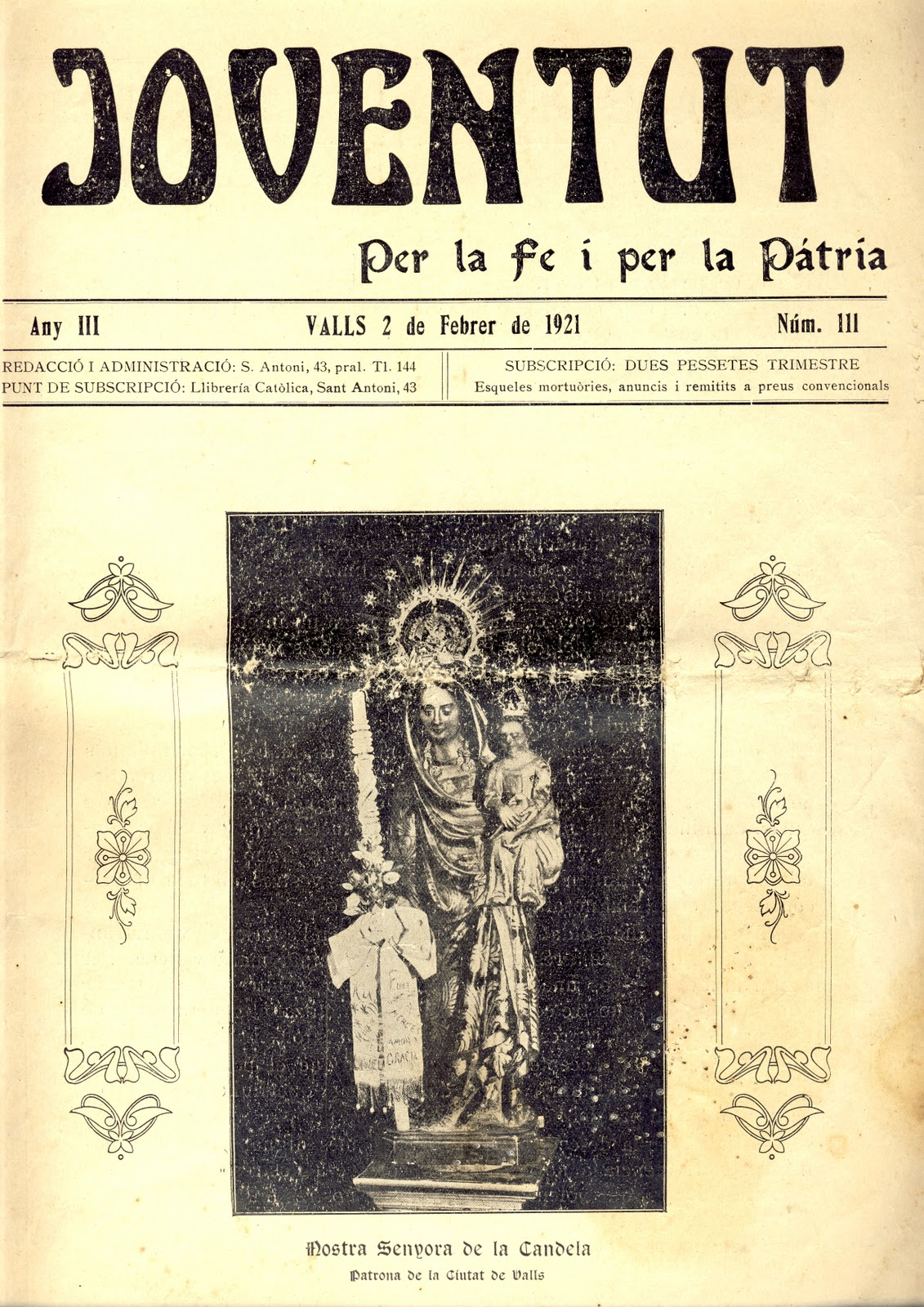
Portada de Joventut del 2 de febrero de 1921

Con el respaldo del semanario Joventut, en 1920 Caylá presentó su candidatura a las elecciones municipales de Valls por el primer distrito, pero fue desautorizado por el jefe provincial de la Comunión Tradicionalista, Joaquín Avellá, que hizo público un comunicado a los tradicionalistas de Valls en el que manifestaba que Caylá no había sido designado por el partido. Joventut respondería acusando a Avellá de anteponer sus intereses personales a los del partido, tratando de favorecer la candidatura de su propio hermano, miembro del Partido Conservador. En esta ocasión, Caylá no lograría ser elegido. No obstante, en 1922 se presentó de nuevo a concejal, siendo uno de los candidatos más populares, y resultó elegido. Su carrera en el consistorio municipal no duraría mucho; con el advenimiento de la Dictadura de Primo de Rivera en 1923, las corporaciones locales fueron disueltas y sustituidas por vocales asociados, designados por sorteo. Desde Joventut se criticarían las prácticas del nuevo régimen. Las cosas empeorarían aún más en 1924, cuando Caylá y los jóvenes jaimistas quisieron conmemorar el 50 aniversario de la toma carlista de Valls y organizar la Fiesta de los Veteranos, instituida por Don Jaime a nivel nacional para el 27 de junio de aquel año. El directorio militar reaccionó clausurando círculos y suspendiendo los periódicos jaimistas. Joventut fue suspendida durante 2 semanas y Caylá detenido, padeciendo cinco días de encierro en el castillo de Pilatos de Tarragona y un mes de destierro en Lérida. Durante los siguientes años, Joventut se negaría a respaldar los intentos de institucionalizar el régimen, criticando su ineficacia y su desprecio por una representación auténtica, por lo que sufriría cinco multas, dos suspensiones y dos detenciones.
Joventut celebró la caída de Primo de Rivera. Durante la Dictablanda, Caylà recuperó su puesto en la corporación municipal y reanudó sus actividades de militancia, como la escenificación de la fiesta carlista de los Mártires de la Tradición en 1930. Debido a la desorientación de la política española, Caylá abogó por los principios católicos como guía general y por la necesidad de la oración, los sacramentos y la misa diarias. Como soluciones políticas, defendía el papel espiritual del Vaticano y las enseñanzas del Papa, que se traducían en su postura hostil hacia el liberalismo. Aunque fiel al pretendiente carlista, Jaime III, a diferencia de la mayoría de los carlistas no daba prioridad a la cuestión dinástica. Con un cierto accidentalismo y un tono más conciliador y menos beligerante, abogaba por la necesidad de implantar una constitución tradicional y lógica para España antes que trabajar por una monarquía o una república, con el reconocimiento de las nacionalidades como cuestión prioritaria.

### Segunda República

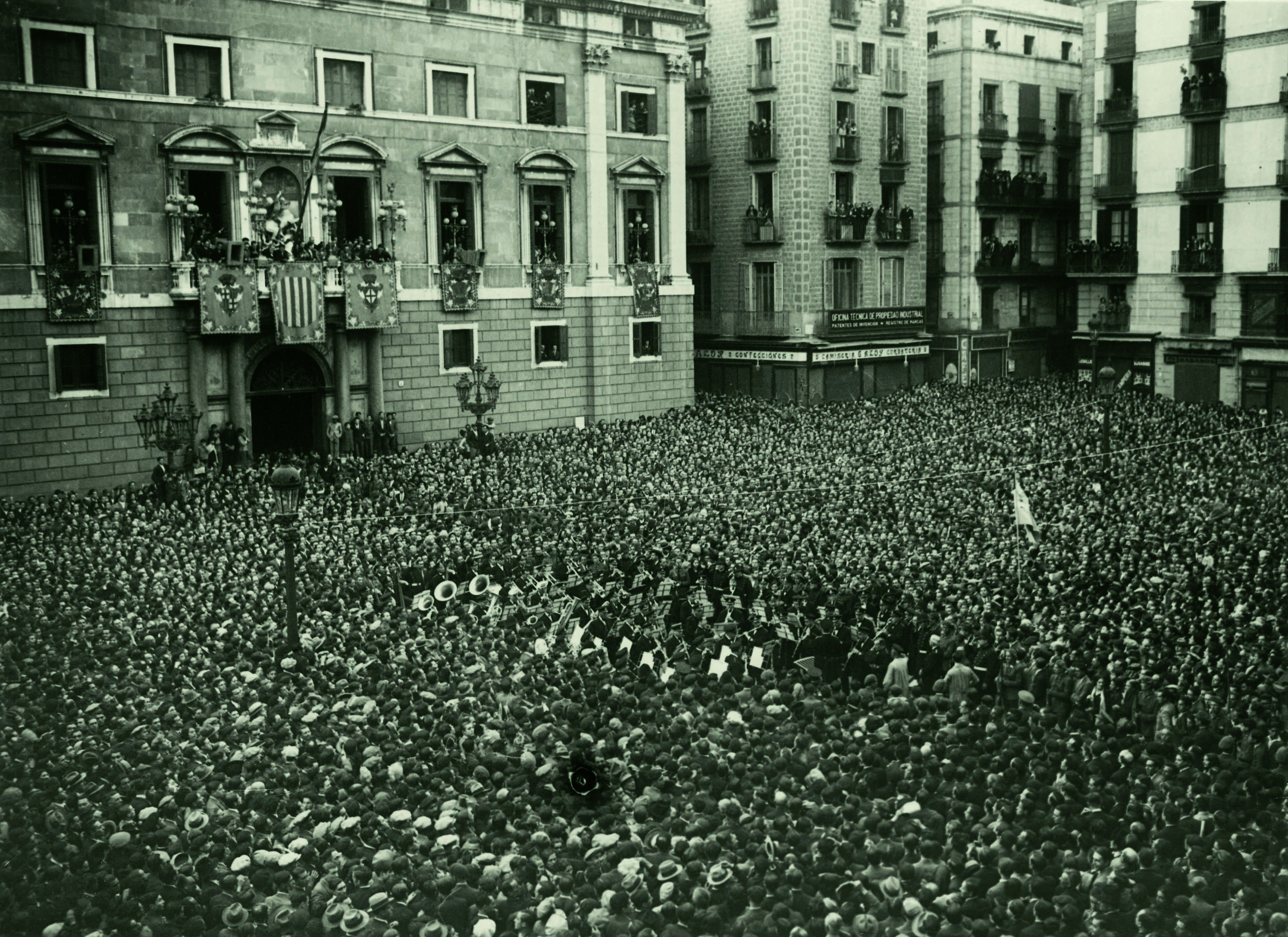
Proclamación de la Segunda República en Barcelona, 1931

Como muchos carlistas, Caylá celebró la caída de la monarquía alfonsina, aunque a diferencia de la mayoría de ellos, no se mostraba hostil a la instauración de una república de orden y esperaba que produjese una verdadera democracia que pusiera remedio a algunos males del país, sin renunciar por ello al ideario tradicionalista. En sus editoriales de Joventut, Caylá se decantó por la prudencia y prefirió no sacar conclusiones anticipadas sobre el nuevo régimen. Como monárquico leal a Don Jaime, no mostraba entusiasmo con el hecho de que la mayoría de españoles hubiesen optado por la solución republicana, aunque parecía respetar la elección. Instó a sus correligionarios carlistas a no renunciar a sus ideas, a la espera de ver si la República se convertiría en un régimen de orden o si el proyecto fracasaba. En su habitual estilo, advirtió que el extremismo podía ser el principal enemigo del nuevo régimen.
El laicismo militante de la República comenzó a hacer de Caylá un enemigo declarado de la misma. Pronto se mostró asimismo disgustado con lo que percibía como un arrogante dominio republicano-socialista en el Ayuntamiento de Valls. En 1932 presentó sin éxito su candidatura a diputado para el recién creado Parlamento catalán en la lista Unió Ciutadana. Tras el triunfo de la Esquerra, se vio obligado a abandonar el Ayuntamiento y siguió denunciando la descomposición de las autoridades locales y el creciente caos en Valls. Ante el temor de una inminente revolución, Caylá comenzó a presentar el tradicionalismo como el único baluarte que podría detenerla, afirmando que el gobierno estaba controlado por la masonería y servía a intereses extranjeros. A medida que la línea de Joventut se endurecía, se convirtió en objeto de sanciones administrativas; el periódico fue suspendido entre agosto y noviembre de 1932 por su supuesto apoyo a la Sanjurjada. Posteriormente se sucederían nuevas multas, suspensiones y detenciones.

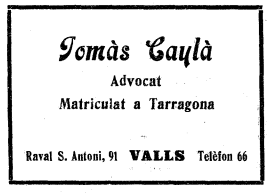
Anuncio de Tomás Caylá como abogado en Joventut (19/9/1934)

Poco a poco, Caylá comenzó a destacar como uno de los políticos más dinámicos del carlismo catalán. A finales de 1931, producida la reunificación de las tres ramas del tradicionalismo, fue nombrado jefe provincial de Tarragona, y participó en la reorganización de la Comunión Tradicionalista dirigida por su nuevo líder, Manuel Fal Conde. Su sección paramilitar revitalizada, el Requeté, intervino contra la Revolución de octubre de 1934 y Caylá ordenó la movilización de sus efectivos provinciales. Algunas fuentes afirman que su actuación fue decisiva para impedir a los separatistas tomar el poder en Tarragona; otros sugieren que su papel fue menor. Posteriormente fustigó a la Generalidad por haber fomentado una revolución que podría haber causado «el espectáculo más inhumano e incivilizado» de la historia de Cataluña. Cuando las autoridades republicanas le felicitaron por aquellos sucesos, Caylá contestaría diciendo que lo habían hecho por España y que solo lamentaban «que hubiese servido para mantener su sucia República».
Caylá organizó y participó como orador en numerosos mítines carlistas en 1934 y 1935; siendo el más impresionante de ellos el aplec de Poblet, en junio de 1935, que contó con la asistencia de 40 000 personas. En ese momento, la pujanza del carlismo en la provincia de Tarragona quedaba demostrada con treinta círculos, cuatro periódicos y 400 concejales. Tras la dimisión del jefe tradicionalista de Cataluña, Lorenzo María Alier, después de las elecciones de febrero de 1936, y pese a que algunos autores afirman que debido a su catalanismo Caylá se distanció de la ejecutiva nacional de la Comunión Tradicionalista, en marzo fue nombrado nuevo dirigente regional, asumiendo la jefatura de una de las regiones más importantes para el carlismo. Dado su perfil atípico de carlista no beligerante, no están claras las razones que llevaron a su nombramiento. Probablemente su ferviente religiosidad y su propio catalanismo fueran factores importantes. Caylá aceptó el puesto sabiendo a lo que se arriesgaba para evitar que el nombramiento de jefe regional de la Comunión Tradicionalista recayera en otra persona, posiblemente Mauricio de Sivatte.

### Cuestión catalana

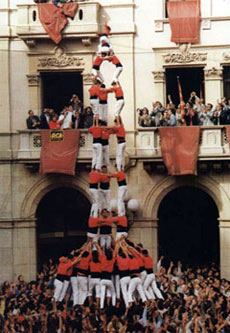
Castell

La cuestión nacional siguió siendo uno de los temas recurrentes en los escritos de Caylá, sólo superada quizá por su ardiente defensa de la fe católica. A lo largo de su vida pública, apoyó insistentemente las ambiciones culturales y políticas de Cataluña, sin dejar de defender al mismo tiempo los intereses del conjunto de España.
En el manifiesto fundacional de Joventut de 1919, su identidad catalana aparecía en tercer puesto, después de la católica y la española, dando a entender que eran complementarias. Además de apoyar diversas iniciativas culturales, también respaldó un proyecto de autonomía para Cataluña. Caylá consideraba que el regionalismo autonomista hundía sus raíces en el foralismo carlista. En su visión de una Cataluña federada a Castilla, el rey debía gobernar desde Madrid como conde de Barcelona, siempre que jurase los fueros catalanes. Las cortes regionales habrían de tener un poder decisivo en cuestiones administrativas, fiscales y económicas. El poder ejecutivo catalán estaría representado por la Diputación General y los municipios habrían de regirse de manera independiente. 
Se suprimirían las quintas, debiendo todos los catalanes alistarse en el ejército en defensa de la patria cuando fuese necesario.
Durante la dictadura, Caylá siguió defendiendo las ambiciones autonomistas catalanas, y criticó duramente las medidas aplicadas por el gobierno contra Francesc Macià tras el complot de Prats de Molló. En una serie de artículos publicados en Joventut en 1930, abogaba por un frente autonomista catalán y presentaba su proyecto regionalista. Un autor contemporáneo lo ha comparado a la asamblea separatista de La Habana, mientras que otro afirma que no estaba lejos de defender la independencia política. En publicaciones nacionalistas catalanas actuales suele citarse uno de sus artículos de este período en el que hace referencia a la unidad de España como "una parodia"; sin embargo, esta frase en particular no trataba de cuestionar la integridad territorial española como tal, sino más bien burlarse de la versión primorriverista de la misma, promovida por la propaganda del régimen. No está claro en qué medida Caylá contribuyó al proyecto autonomista carlista de 1930, si bien se basaba en un concepto federativo muy similar, aunque más elaborado, proponiendo elecciones orgánicas para las cortes regionales. Tras el advenimiento de la Segunda República, el carlismo dio marcha atrás, lo que provocó la deserción de algunos de sus miembros más pro-catalanistas, los cuales fundarían Unió Democràtica de Catalunya, entre los que no se encontraba Caylá.

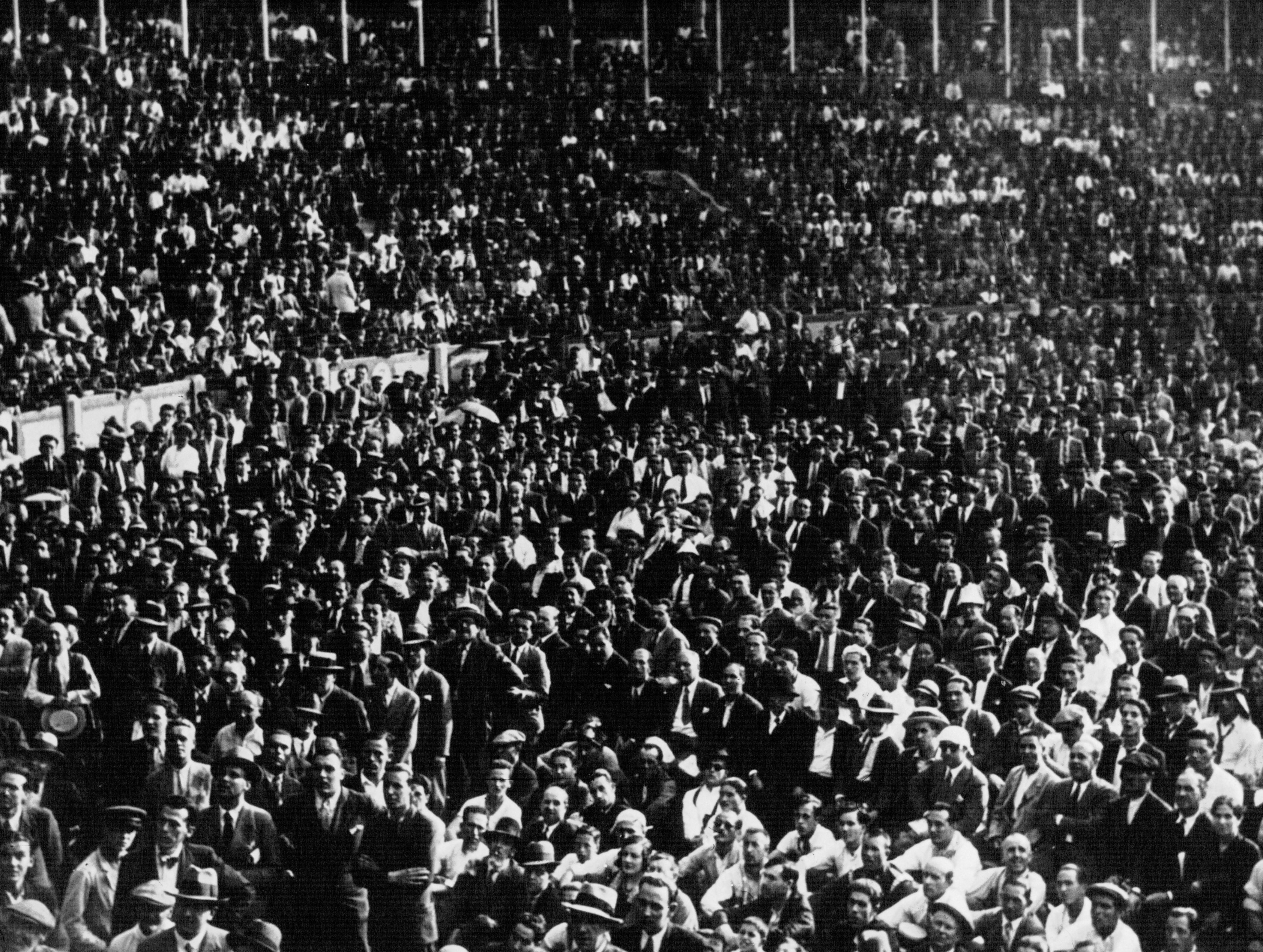
Manifestación contra el Estatuto

La evolución de la cuestión catalana durante la República decepcionó profundamente a Caylá. Tras apoyar con entusiasmo las negociaciones sobre el estatuto autonómico, se negó a unirse a la corriente catalanista antiespañola y se opuso al separatismo, manifestando un creciente escepticismo hacia la República. Consideraba que en el acuerdo autónomico los derechos de Cataluña debían haber tenido prioridad sobre los del Estado. Sin embargo, Caylá quedó profundamente insatisfecho con el carácter laico de la autonomía y aceptó el Estatuto no como solución definitiva, sino como un paso adelante hacia su idea regionalista. Decepcionado por la forma final asumida por el estatuto aprobado, a Caylá le preocupó su aplicación en la práctica y la postura política asumida por la Generalidad. Cercano a la Liga Regionalista, de tendencia conservadora, le alarmaba el sectarismo de Companys y de la izquierda catalana, denunciando lo que denominaba "el feixisme esquerrà" y los hechos de octubre de 1934, aunque se opuso a la suspensión de la autonomía.

### Cuestión social

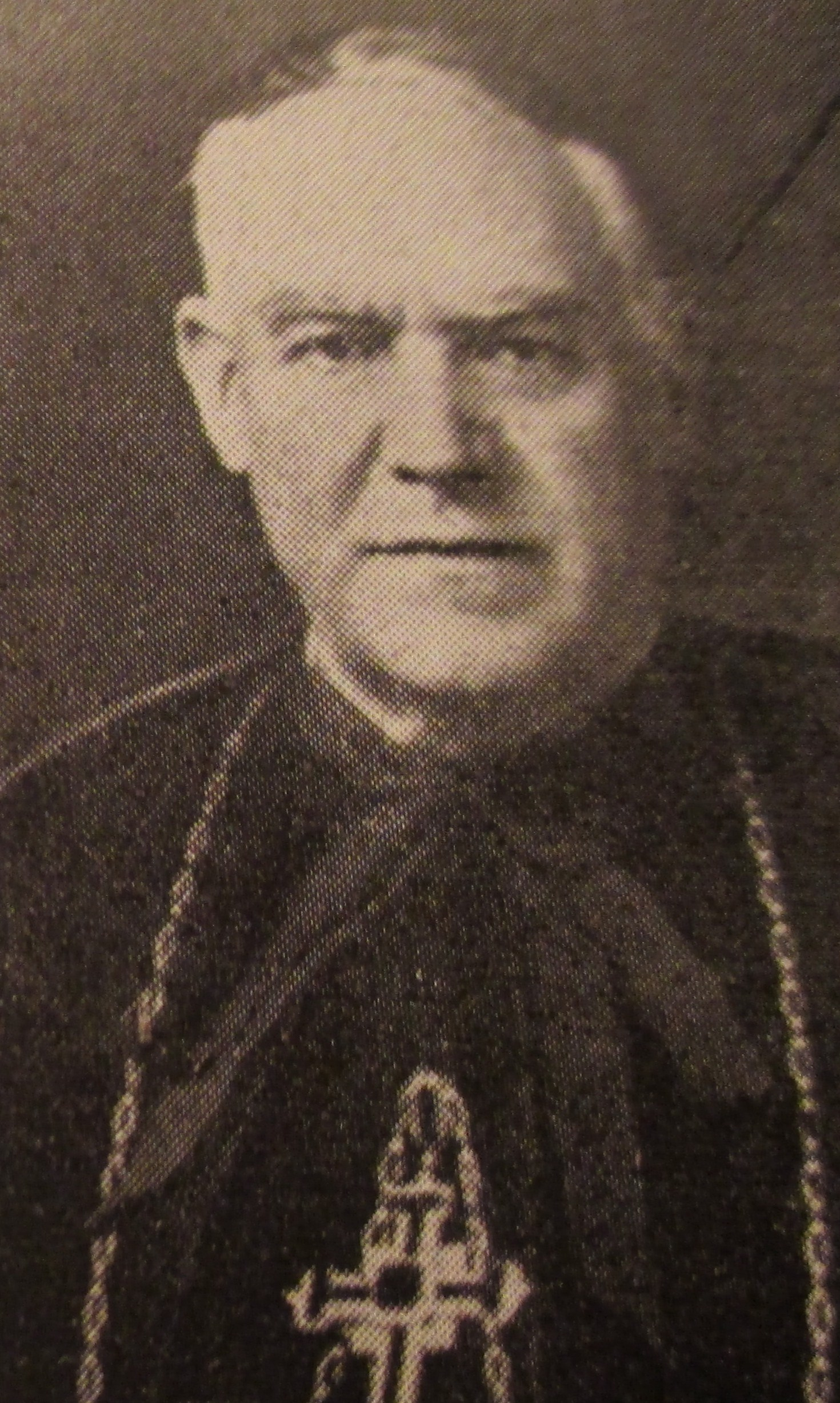
El Primado Gomá

Caylá había heredado la conciencia social de su padre, posiblemente reforzada en lugar de debilitada cuando éste fue asesinado a consecuencia del odio de clases. Durante la última etapa parlamentaria de la monarquía alfonsina ya había abordado el tema en las conferencias tradicionalistas de Valls. Reconociendo que «el problema social [...] és el primer problema de l'Estat espanyol», abordó la cuestión principalmente desde un punto de vista religioso, percibiéndola como consecuencia de la descristianización o indiferentismo religioso de las sociedades modernas, que trataban de sustituir a Dios por falsos ídolos. En el típico tono carlista, veía en el liberalismo anticristiano, anti-fuerista y antisocial, la fuente primordial del mal que llevaba a la alienación de las masas de proletarios esclavizados. Para Caylá, los movimientos izquierdistas, que definía de manera conjunta como "sindicalismo rojo" (englobando el anarquismo, el socialismo y el comunismo) pretendían engañar a las masas con visiones utópicas de una libertad ficticia y convertir Cataluña en una "segunda Rusia".
Según Caylá, la cuestión social podía abordarse desde dos concepciones distintas: la socialista y la cristiana, esta última presentada en las enseñanzas pontificias de las encíclicas Rerum novarum y Quadragesimo anno. En lugar de la lucha de clases, ofrecía una visión armónica de la sociedad, derivada de la doctrina social de la Iglesia y organizada mediante diversos cuerpos reguladores. Sin embargo, ninguna de las fuentes consultadas menciona que Caylá participase en las iniciativas demócrata-cristianas típicas de la época, como la Asociación Católica de Propagandistas y la Juventud Católica, o las diversas encarnaciones políticas del catolicismo social. Su crítica del capitalismo feroz no desembocó en un ataque general al principio de propiedad privada, que consideraba una de las bases de una sociedad civilizada. En la línea vaticanista, siguió condenando el "capitalismo liberal" y la acumulación ilimitada de riqueza.
El conjunto de organismos políticos y sociales destinados a relajar la conflictividad social dependían fundamentalmente de los sindicatos cristianos y varias asociaciones de trabajadores y patronos. Aun sin ser empresario, Caylá trató de predicar con el ejemplo y fundó en Valls la Agrupación Social Tradicionalista, de cuya junta formaría parte como contador, organizando actividades en su Casa Social. Seguiría fomentando iniciativas de cooperación como la Cooperativa Eléctrica de Valls, percibida como una alternativa a las sociedades anónimas. También apoyó a los nuevos sindicatos católicos de la provincia de Tarragona: en 1935 los Gremios Obreros y Gremios Patronales, confederados en la Agrupación Gremial de Trabajadores. En 1932 presentó su candidatura al parlamento regional de Cataluña por Tarragona en las listas de la coalición derechista Unió Ciutadana, mientras que los tradicionalistas de Barcelona lo hicieron en las de Derecha de Cataluña que respaldaba el entonces jefe regional Junyent; y concluyó después que una de las razones de la derrota era que el carlismo "s'havia allunyat del poble treballador".

### Últimos meses

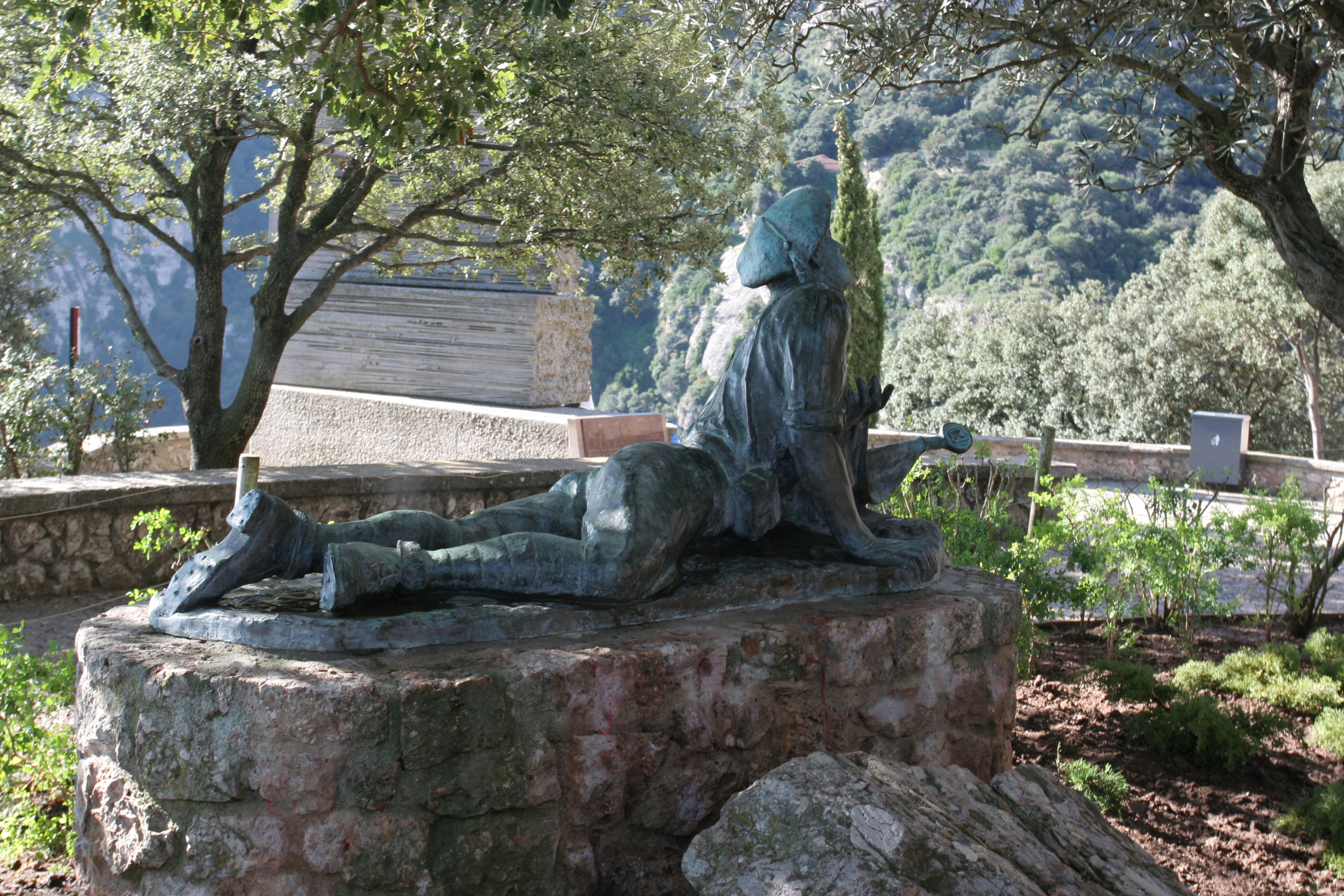
Monumento a los requetés catalanes en Montserrat

Hay versiones contradictorias sobre la posición de Caylá en la conspiración carlista contra la República durante los meses anteriores al golpe de Estado de julio de 1936. Según una versión de los hechos, tras la victoria del Frente Popular en las elecciones de febrero, Caylá se lanzó a la conspiración. De acuerdo con otra, se opuso a la línea golpista promovida por el conde de Rodezno y Fal Conde y expresó su desacuerdo con el pacto con el ejército, pero fue desautorizado por la cúpula de la Comunión. Según una tercera versión, el propio Caylá conspiró con los generales, pero consideraba que el levantamiento era prematuro e instó a los conspiradores a intervenir sólo como reacción a un posible golpe de Estado perpetrado por la izquierda. Finalmente, su biografía más detallada afirma que a principios del verano de 1936 Caylá estaba horrorizado por la evolución revolucionaria de la República, pero no quiso participar en un alzamiento contra el gobierno por considerarlo una equivocación táctica.
Los días previos a la sublevación, el Requeté catalán preparó el despliegue de 3100 voluntarios de primera línea y más de 15 000 de auxiliares. La movilización de los boinas rojas en Cataluña fue dirigida por el jefe regional de la milicia, José María Cunill. Pese a su anterior disconformidad con el levantamiento, Caylá aprobó el proceso. Al estallar la guerra se encontraba realizando tareas de partido en Barcelona. A pesar de dirigir el carlismo en su tercera región más importante, algunos autores afirman que se enteró del levantamiento por la radio, cosa que podría deberse a la confusión de los días inmediatamente previos provocada por las discrepancias entre Fal Conde y los carlistas navarros. Cedió el mando del Requeté a Cunill y fue testigo del fracaso del alzamiento en Barcelona. Tras dos días de intensos combates, los requetés catalanes se dispersaron; algunos murieron, otros fueron capturados y los que pudieron se escondieron o abandonaron la región.

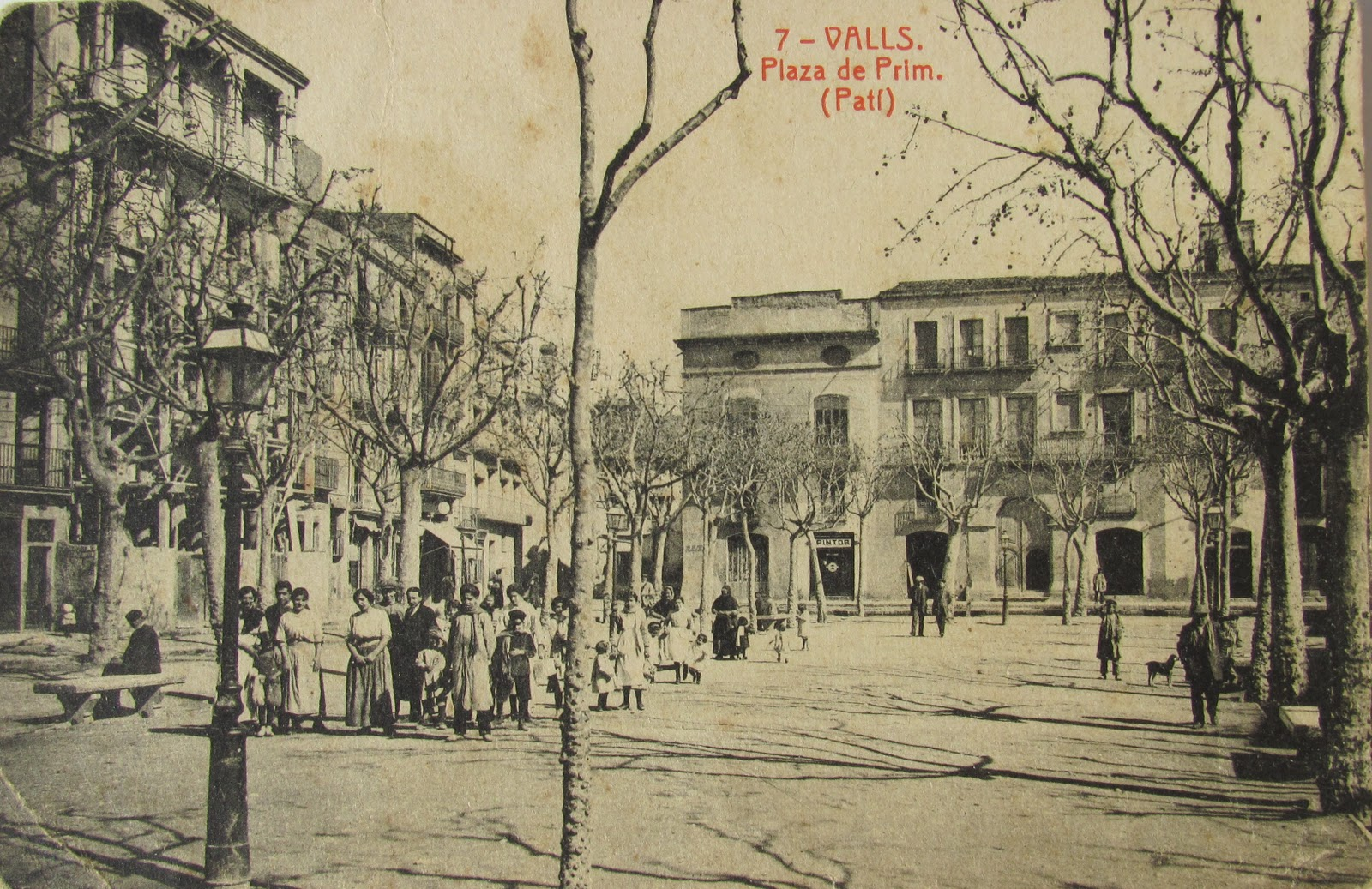
Plaça del Pati (antigua plaza de la República), Valls

Caylá permaneció en un principio en el hotel en que se alojaba, pero al recibir la noticia de que Cunill y otros líderes requetés habían sido capturados, se dio cuenta del peligro que corría y al cabo de unos días fue escondido en Barcelona por sus familiares. Según Guinovart, se negó a huir de la zona republicana por considerar que habría sido una traición a sus compañeros. Enfrentado a una elección trágica entre dos malas opciones, se resignó a encarar lo que el futuro le deparase. A principios de agosto el comité de Valls de las Milicias Antifascistas ordenó su busca y captura. Tras interceptar su correspondencia, averiguaron su paradero y un destacamento de milicianos fue enviado a Barcelona para apresarlo. El 14 de agosto, Caylá fue arrestado, conducido en automóvil a Valls y asesinado en la Plaza de la República justo después de su llegada. Según diversas fuentes, los republicanos celebraron una especie de fiesta; hicieron tocar las campanas de la iglesia en señal de júbilo, organizaron un banquete y obligaron a los niños del pueblo a desfilar ante su cadáver. También avisaron a la madre de Caylá de que su hijo estaba muerto en la plaza y, según cuentan, fue allí, lo besó y tras comprobar que llevaba el crucifijo y el escapulario, dijo «ahora ya estoy tranquila».

## Legado

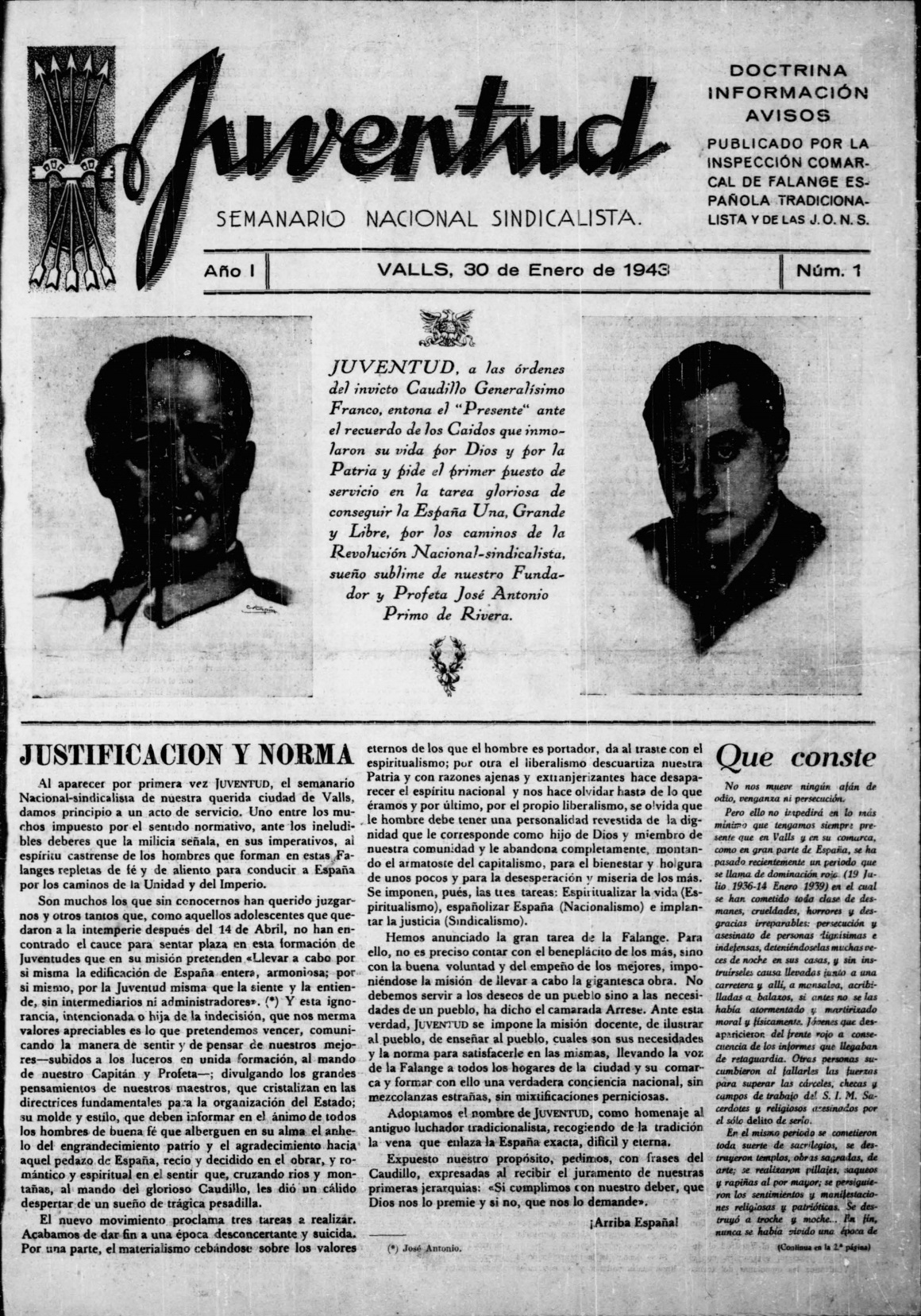
Primer ejemplar de Juventud: semanario nacional sindicalista (Valls, 1943)

Durante la misma Guerra Civil, Caylá fue ensalzado como mártir del bando nacional en un folleto hagiográfico publicado en 1938. Tras la conquista de Cataluña por parte de los sublevados en 1939, Caylá y otros vallenses caídos o ejecutados fueron enterrados en el nuevo Panteón de los Mártires del cementerio de Valls. Se le puso su nombre a una calle del casco antiguo, que aún conserva. En la década de 1940, Caylá era considerado un héroe por los carlistas de Tarragona, tanto por los opuestos al franquismo como por quienes optaron por aliarse con el régimen apoyando al autoproclamado pretendiente Carlos VIII. En 1943 se fundó en Valls el semanario falangista Juventud, diseñado como continuación de Joventut, publicado en castellano y subtitulado Semanario nacional sindicalista. Tenía poco en común con la publicación original de Caylá.
Salvo casos singulares de homenajes por parte de la facción antifranquista intransigente de los sivattistas, la figura de Caylá cayó en el olvido. Su memoria empezaría a ocupar un lugar destacado en el discurso político carlista a finales de los 60, cuando los partidarios del socialismo autogestionario, agrupados en torno al joven príncipe carlista, Carlos Hugo, trataron de tomar el control del movimiento. Para respaldar su visión política, quisieron redefinir la historia del carlismo, presentándola como una lucha popular y social de los carlistas verdaderos enfrentados a los aristócratas, clericales y reaccionarios que se habrían infiltrado en el partido. Caylá empezó a ser presentado como un caso paradigmático de auténtico carlista, tolerante, humanista, progresista, proto-socialista, anticapitalista y democrático. Su segunda biografía, escrita por Joan Guinovart, también ensalzaría su figura, aunque buscando la visión opuesta a la anterior; fue publicada en 1997 y encaja en esta perspectiva progresista. Por su parte, durante la Transición, la revista Fuerza Nueva le dedicaría un artículo escrito por Jaime Tarrago, titulado "Tomás Caylá o la moral del Alzamiento", que lo presentaría como un "muerto por Dios y por España".